# Josh Dylan
Josh Dylan (ur. 19 stycznia 1994 w Londynie) – brytyjski aktor teatralny i filmowy. W filmie muzycznym Mamma Mia: Here We Go Again! (2018) grał postać młodego Billa Andersona. Uczęszczał do londyńskiej Guildhall School of Music and Drama. W 2017 wystąpił na scenie Orange Tree Theatre w spektaklu W. Somerseta Maughama Sheppey i otrzymał Off West End Award w kategorii „Najlepszy aktor drugoplanowy”.

## Filmografia

### Film
| Rok  | Tytuł                              | Rola                | Reżyser          |
| ---- | ---------------------------------- | ------------------- | ---------------- |
| 2016 | Sprzymierzeni (Allied)             | kapitan Adam Hunter | Robert Zemeckis  |
| 2018 | Ktoś we mnie (The Little Stranger) | Bland               | Lenny Abrahamson |
| 2018 | Mamma Mia: Here We Go Again!       | młody Bill          | Ol Parker        |

### Seriale TV
| Rok  | Tytuł                        | Rola                 |
| ---- | ---------------------------- | -------------------- |
| 2019 | The End of the F***ing World | Todd Alan King       |
| 2020 | Noughts + Crosses            | Jude McGregor”       |
| 2023 | Łowczynie (The Buccaneers)   | Lord Richard Marable |